# Seagale
Seagale est une marque française de prêt-à-porter, notamment reconnue pour ses maillots de bain techniques pour hommes. Fondée en 2014, elle est basée à Toulon,.

## Activité
Seagale développe des vêtements de prêt-à-porter techniques pour homme et femme à usage du quotidien. La marque est notamment reconnue pour ses shorts de bain intégrant un boxer, fabriqués dans un tissu bi-stretch doté de propriétés déperlantes et de séchage,.

## Histoire
Seagale a été fondée en 2014 par Bertrand Durand-Gasselin et Matthieu Rivory, deux amis d’enfance originaires de la région toulonnaise. Après six mois de recherche et développement pour concevoir un short de bain avec un boxer intégré cousu à la ceinture, les deux associés lancent leur boutique en ligne,.
L’entreprise a débuté ses activités à Toulon et a progressivement étendu sa gamme de produits, intégrant à partir de 2018 des modèles féminins,. En 2024, Seagale réalise un chiffre d’affaires de 5 millions d’euros et compte une vingtaine de salariés.
En juillet 2021, Seagale a ouvert une boutique à Paris dans le quartier du Marais. Trois ans plus tard, en juillet 2024, elle ouvre deux nouvelles boutiques à Nice et Lyon.

## Signification du nom
Seagale tire son nom de l’animal emblématique des régions méditerranéennes, la cigale.